# 9473 Ghent
9473 Ghent este un asteroid din centura principală de asteroizi.

## Descriere
9473 Ghent este un asteroid din centura principală de asteroizi. A fost descoperit pe 26 iulie 1998 la Observatorul La Silla de Eric Walter Elst. El prezintă o orbită caracterizată de o semiaxă mare de 2,76 ua, o excentricitate de 0,03 și o înclinație de 4,2° în raport cu ecliptica.